# Мурав'янка-прудкокрил співоча
Мурав'янка-прудкокрил співоча (Hypocnemis cantator) — вид горобцеподібних птахів родини сорокушових (Thamnophilidae). Мешкає в Південній Америці.

## Опис
Довжина птаха становить 11-12 см, вага 10-14 г. У самців тім'я чорне, пера на ньому міють білі кінчики. Лоб білий, над очима білі "брови", скроні і шия смугасті, чорно-білі. Верхня частина спини переважно оливково-сіра з чорнуватим відтінком, нижня частина спини коричнева, надхвістя і хвіст рудувато-коричневі. Крила рудувато-коричневі. плечі чорно-білі. Живіт і груди білі, блки поцятковані оранжево-рудими смужками.

## Таксономія
Співоча мурав'янка-прудкокрил була описана французьким натуралістом Жоржем-Луї Леклерком де Бюффоном в 1775 році в праці «Histoire Naturelle des Oiseaux». Біномінальну назву птах отримав в 1783 році, коли нідерландський натураліст Пітер Боддерт класифікував його під назвою Formicarius cantatar у своїй праці Planches Enluminées.
За результатами дослідження вокалізації співочої мурав'янки-прудкокрила дослідники прийлши до висновку, що вона являє собою комплекс видів. Її було розділено на низку видів, які різняться за вокалізацією і, частково, за забарвленням.

## Поширення і екологія
Співочі мурав'янки-прудкокрили мешкають на сході Венесуели (північний схід Болівару), в Гаяні, Французькій Гвіані, Суринамі і на північному сході Бразильської Амазонії (на північ від Амазонки, від нижньої течії Ріу-Негру на схід до Амапи). Вони живуть в підліску і середньому ярусі вологих рівнинних тропічних лісів, на узліссях і у варзейських лісах (тропічних лісах у заплавах Амазонки і її притоків). Зустрічаються парами або невеликими зграйками, переважно на висоті до 1300 м над рівнем моря. Живляться комахами та іншими безхребетними, яких шукають в густих заростях, на висоті до 6 м над землею. Гніздо мішечкоподібне, підвішується на висоті 1 м над землею. І кладці 2 яйця. Насиджують і самиці, і самці. Інкубаційний період триває 12 днів, пташенята покидають гніздо через 11 днів після вилуплення.